# Hellmuth Barthel

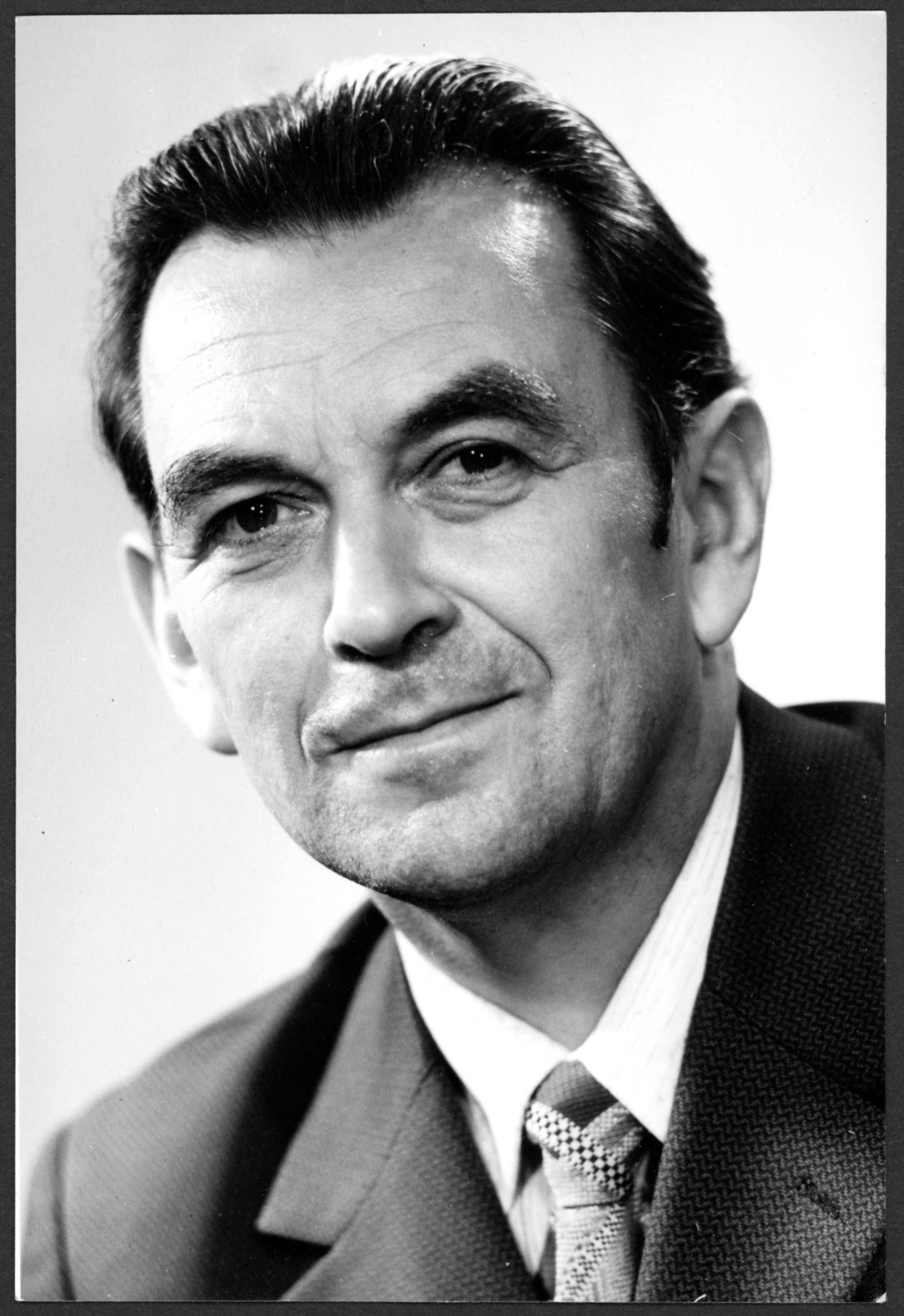
Hellmuth Barthel 1970, Portrait

Hellmuth Ernst Barthel (* 1. März 1927 in Waitzdorf, † Juni 2019) ist ein deutscher Geograph.

## Leben
Barthel absolvierte zunächst eine Schriftsetzerlehre und besuchte bis 1944 die Spezialfachschule für das graphische Gewerbe in Dresden. Nach Ende des Zweiten Weltkriegs war er als Schriftsetzer tätig und legte 1949 nach Besuch der Vorstudienanstalt Dresden sein Abitur ab. Er studierte anschließend von 1949 bis 1954 Geografie an der Universität Leipzig. Hier promovierte er 1960 mit der Arbeit Über die vom Braunkohlenbergbau und der braunkohleveredelnden Industrie ausgelösten Veränderungen und Folgewirkungen in der physisch-geographischen Sphäre der Kulturlandschaft zwischen Zeitz und Weißenfels. Ab 1959 war Barthel als Oberassistent an der Technischen Hochschule Dresden tätig, wo er 1971 seine Promotion B zum Thema Versuch einer ersten Gesamtdarstellung von Klima und Bodengefrornis in der Mongolischen Volksrepublik ablegte. Er war anschließend zunächst Dozent für Physische Geographie und von 1974 bis zu seiner Emeritierung 1993 Professor für Physikalische Geographie am Institut für Kartographie der TU Dresden.

## Schriften
- 1962: Braunkohlebergbau und Landschaftsdynamik
- 1962: Hohnstein Polenztal im Landschaftsschutzgebiet Sächsische Schweiz, Stolpen; 1. Aufl. 1962 (Unser kleines Wanderheft, 104), 7. Aufl. 1987 (Tourist-Wanderheft, 2)
- 1971: Mongolei – Land zwischen Taiga und Wüste (3. Aufl. 1990)
- 1976: Bergbau, Landschaft, Landeskultur in der Deutschen Demokratischen Republik
- 1985: Geofernerkundung – Luft- und Kosmosbilder in ihrer Bedeutung für Wissenschaft und Volkswirtschaft